# 충남과학고등학교
충남과학고등학교(忠南科學高等學校)는 대한민국 충청남도 공주시 반포면 마암리에 위치한 공립 과학고등학교이다.

## 학교 연혁
- 1993년 6월 22일 : 학교 설립인가(2학급 60명)
- 1994년 3월 1일 : 이보륜 초대 교장 취임
- 1994년 3월 3일 : 제1회 입학식(60명)
- 1994년 5월 20일 : 개교식
- 1996년 2월 8일 : 제1기 수료식(30명)
- 1997년 2월 11일 : 제1회 졸업식(29명)
- 2005년 8월 31일 : 학생정원 조정인가(3학급 60명)
- 2013년 8월 31일 : 학생정원 조정인가(4학급 72명)
- 2024년 1월 5일 : 제28회 졸업식(70명 조기졸업 및 수료 포함, 총 졸업생수 1,680명)
- 2024년 3월 4일 : 제31회 입학식(4학급 73명)
- 2024년 9월 1일 : 제13대 김준태 교장 부임
- 2025년 1월 2일 : 제29회 졸업식(74명 - 조기졸업 및 수료 포함, 총 졸업생수 1,754명)
- 2025년 3월 4일 : 제32회 입학식(4학급 74명)

## 설치 학과
- 과학과

## 참고 자료
- 충남과학고등학교 - 한국교육학술정보원 학교알리미